# Хекала
Хекала, (грч. Hekale, лат. Hecale) је сиромашна старица која је помогла Тезеју, атинском јунаку, јер га је угостила и пружила му уточиште, када га је, када је кренуо на поход на критског бика, у близини њене куће, затекао огроман пљусак.
На повратку са похода, Тезеј је навратио код старице Хекале, али је није затекао живу. Тезеј је, у част старице која му је помогла, утемељио свечане игре и дан који је посвећен у Хекалину спомен.
Прича о старици Хекали је једна од малобројних прича у митолошким причама где су јунаци обични, смртни људи. 
О старици Хекали је писао и александријски песник Калимаха у 3 веку пре нове ере.